# アンティシャン
アンティシャン（仏: Antichan）は、フランス南西部のオート＝ピレネー県に属するコミューン。

## 地理
県の東部、ウルース川沿いのバルスと呼ばれる地域に位置し、南にはピレネー山脈が聳える。県都のタルブからは南東へ50km、小郡の中心地のモレオン＝バルスからは北へ4kmのところにある。南北に走る通り沿いのわずか300mの間に民家が立ち並んでいる。最寄りの幹線道路は街から3kmほど東を通っているD825である。

## 行政
- 市長：ベルナール・クロスト（Bernard Crauste、2001年3月から）

## 人口の推移
| 1962年 | 1968年 | 1975年 | 1982年 | 1990年 | 1999年 | 2006年 | 2007年 |
| ------ | ------ | ------ | ------ | ------ | ------ | ------ | ------ |
| 42     | 50     | 41     | 31     | 21     | 27     | 29     | 30     |

INSEEより。